# ماثيو بيفوتو
ماثيو بيفوتو (بالإيطالية: Matteo Pivotto)‏ (5 سبتمبر 1974 في إيطاليا - ) هو لاعب كرة قدم إيطالي في مركز الدفاع. لعب مع كييفو فيرونا ونادي باليرمو ونادي برو باتاريا ونادي تريستينا ونادي رافينا ونادي روما ونادي كاربي ونادي ليتشي ونادي مودينا وهيلاس فيرونا وUS Massese 1919 ‏.